# 아이코나 불카노
아이코나 불카노(영어: Icona Vulcano)는 아이코나 디자인이 디자인하고 세콤프가 생산했던 스포츠카이다. 3대만 제작되었으며, 각각 다른 파워트레인을 가지고 있다.

## 역사
불카노는 2013년 상하이 국제 모터쇼에서 공개되었다. 사무엘 추파트가 디자인했으며, 단일 모델로 생산이 제한되었고 가격은 약 3백만 유로였다.

## 사양
아이코나 불카노의 섀시는 수많은 세계 챔피언 자동차를 디자인한 전 페라리의 대표이사인 클라우디오 롬바르디의 작품이다. 이 차량은 두 가지 하이브리드 엔진 중 하나를 선택할 수 있다. 하나는 790 마력 (590 kW; 800 PS)의 V12와 160 마력 (120 kW; 160 PS)의 전기 모터를 결합한 950 마력 (710 kW; 960 PS) H-투리스모이고, 다른 하나는 3.8리터 트윈 터보 V6와 두 개의 전기 모터를 결합한 870 마력 (650 kW; 880 PS) H-컴페티치오네이다. 이 차량의 색상은 "화려한 빨간색"으로 묘사된다.

## 불카노 티타늄
불카노 티타늄은 티타늄으로 제작된 불카노의 개선된 버전이다. 이 차량은 쉐보레 콜벳 ZR1에서 가져온 6.2 L 슈퍼차저 V8 엔진을 장착했으며, 모듈:Convert 282번째 줄에서 Lua 오류: attempt to index local 'cat' (a nil value).의 출력과 모듈:Convert 282번째 줄에서 Lua 오류: attempt to index local 'cat' (a nil value).의 토크를 발휘한다. 0에서 100km/h까지 2.8초, 0에서 200km/h까지 8.6초가 소요되며, 최고 속도는 355 km/h를 넘는다. 불카노와 마찬가지로, 불카노 티타늄은 단 한 대만 생산되었으며 가격은 240만 유로로 책정되었다. 실내는 페라리 458에서 변경된 스티어링 휠, 계기판으로 사용되는 TFT 디스플레이, 인포테인먼트 시스템용 수직형 TFT 디스플레이, 다양한 토글 스위치, 그리고 사벨트에서 제작한 시트가 특징이다.

## 비디오 게임에서의 등장
- 아스팔트 8: 에어본 - 불카노
- 아스팔트 레전드 유나이트 - 불카노 티타늄